# NICAM
NICAM steht für Near Instantaneous Companded Audio Multiplex (‚fast unmittelbar komprimierter Ton-Multiplex‘) und beschreibt die digitale Übertragung zweier Tonkanäle beim analogen Fernsehen. Das Verfahren ist als ETS EN 300 163 spezifiziert.
Der Ton wird mit 14 bit bei 32 kHz Abtastfrequenz PCM-kodiert.

## Geschichte
NICAM wurde in den 1980er Jahren von der BBC entwickelt und seit 1986 in Großbritannien für die Übertragung von Stereosendungen verwendet. Die Übertragungsmethode wird von vielen Sendern mit PAL B/G, I und D/K weltweit eingesetzt, so in den nordischen Ländern, in Benelux, Spanien, Israel, Hongkong und Neuseeland. In Deutschland, Österreich und der Schweiz wird die Zweikanalton-Technik (auch A2-Technik genannt) verwendet.

## Technik
Das NICAM-Signal wird unabhängig vom verwendeten Mono-Tonträgersignal als eigener Unterträger übertragen (5,85 MHz beim System B/G oder 6,552 MHz beim System I). Damit können bis zu drei vollständig voneinander unabhängige Tonsignale übertragen werden: das herkömmliche Mono-Signal und die zwei Kanäle des NICAM-Signals.
Der Sender zeigt über ein Steuerfeld den Inhalt der beiden NICAM-Kanäle an:
- ein Stereo-Tonkanal
- zwei Mono-Tonkanäle (z. B. unterschiedliche Sprachen)
- ein Mono-Tonkanal und ein 352-kbit/s-Datenkanal
- ein 704-kbit/s-Datenkanal

Der Ton wird mit 14 Bit bei 32 kHz digitalisiert. Damit ist der Frequenzbereich auf 15 kHz eingeschränkt. Die Daten eines Pakets aus 32 Samples (entsprechend einer Millisekunde) werden auf 10 bit pro Sample skaliert und mit einer gemeinsamen Bereichsinformation von 3 bit versehen.
Die so zusammengestellten Daten werden zusammen mit Kontroll- und Paritätsinformationen in einen 728 bit langen Rahmen verpackt (daher auch vollständiger Name NICAM 728) und QPSK-moduliert gesendet.